# Tyska Sydvästafrika
Tyska Sydvästafrika var en tysk koloni vars yta motsvarar dagens Namibia, undantaget enklaven Walvis Bay, mitt på kolonins kust, som var en brittisk koloni fram till 1910 och därefter tillföll Sydafrika. 
Området där Tyska Sydvästafrika bildades tillföll Tyskland under Berlinkonferensen 1884/1885. Sydafrika ockuperade 1915 den tyska kolonin och efter första världskriget förvaltades området från 1920 som ett sydafrikanskt NF-mandat och fick namnet Sydvästafrika.

## Historia

### Den tyska koloniseringen
Den tyska koloniseringen av Namibia började då Adolf Lüderitz gav i uppdrag att köpa upp bukten Angra Pequena, dagens Lüderitzbucht från namahövdingen Josef Frederick för kostnaden av 100 engelska pund och 200 gevär. 1884 ställdes området under det Tyska rikets beskydd sedan den tyska regeringen övertygats om områdets ekonomiska betydelse. Den första officiella flagghissningen ägde rum 7 augusti 1884. Tyska Sydvästafrika hade aldrig någon officiell flagga. Det tyska styret tog dock fram flaggor men de hann aldrig införas innan Tyskland förlorade sina kolonier.
Dr. Gustav Nachtigal blev kejserlig generalkonsul och kommissarie för Tyska Västafrika. Under hans korta tid på posten slöts skyddsavtalet med nama-befolkningen. Nachtigals efterträdare blev 1885 Heinrich Göring, far till Hermann Göring, rikskommissarie och ytterligare skyddsavtal slöts med inhemska stammar.
Viktigaste exportvaror var diamanter.

### Hereroupproret
Den 12 januari 1904 reste hererofolket, under ledning av Samuel Maharero, sig i uppror mot det tyska kolonialstyret. I augusti lyckades den tyska generalen Lothar von Trotha slutgiltigt besegra dem i slaget vid Waterberg, varefter han lät driva ut dem i Omahekeöknen, där de flesta dog av törst. I oktober samma år reste sig även Namaquafolket mot tyskarna, och behandlades på samma sätt. Mellan 1904 och 1907 internerade tyskarna delar av Namaqua- och Hererofolken i ett koncentrationsläger på ön Shark Island. Sammanlagt dog 65 000 (80 procent av hela folkgruppen) Herero och 10 000 Namaqua (50 procent av hela folkgruppen). Svältdöd och förgiftande av brunnar var karaktäristiskt för folkmordet.

### Första världskriget
I samband med första världskrigets utbrott i Europa förväntade sig tyskarna i Tyska Sydvästafrika att Sydafrika, allierat med Storbritannien, skulle gå till anfall och gick till mobilisering. Befolkningen vid gränsen mot Sydafrika evakuerades. Den 9 september 1914 beslutade Sydafrikas parlament att delta i kriget. Fyra dagar senare sköts de första skotten vid polisstationer i Nakop och Ramansdrift och 19 september ockuperade sydafrikanska trupper Lüderitzbukten. Tyska trupper försökte att slå tillbaka men de sydafrikanska trupperna kunde ändå gå längre in i landet. Den 19 april 1915 intog Sydafrika Keetmanshoop. De tyska trupperna tvingades retirera norrut och konstatera att de var underlägsna de sydafrikanska sett till mantal och utrustning.

### Slutet för den tyska tiden
Den 21 maj 1915 försökte guvernören Seitz att få till ett vapenstillestånd med general Botha men förgäves. Den 9 juli 1915 unterteckande Seitz och överstelöjtnant Franke kapitulationen efter ett avgörande nederlag i Otativi väster om Grootfontein. De tyska skyddstrupperna internerades och den tyska kolonin övergick till Sydafrikas militär. Omkring hälften av den tyska befolkningen skickades tillbaka till Tyskland innan juli 1919. 
Vid Versaillesfreden 1919 beslutade segrarmakterna att Tyskland omedelbart skulle fråntas samtliga sina kolonier, och då fredsavtalet trädde i kraft den 10 januari 1920 ställdes området under sydafrikansk förvaltning, och fick namnet Sydvästafrika. Självständigheten kom den 21 mars 1990, under namnet Namibia.

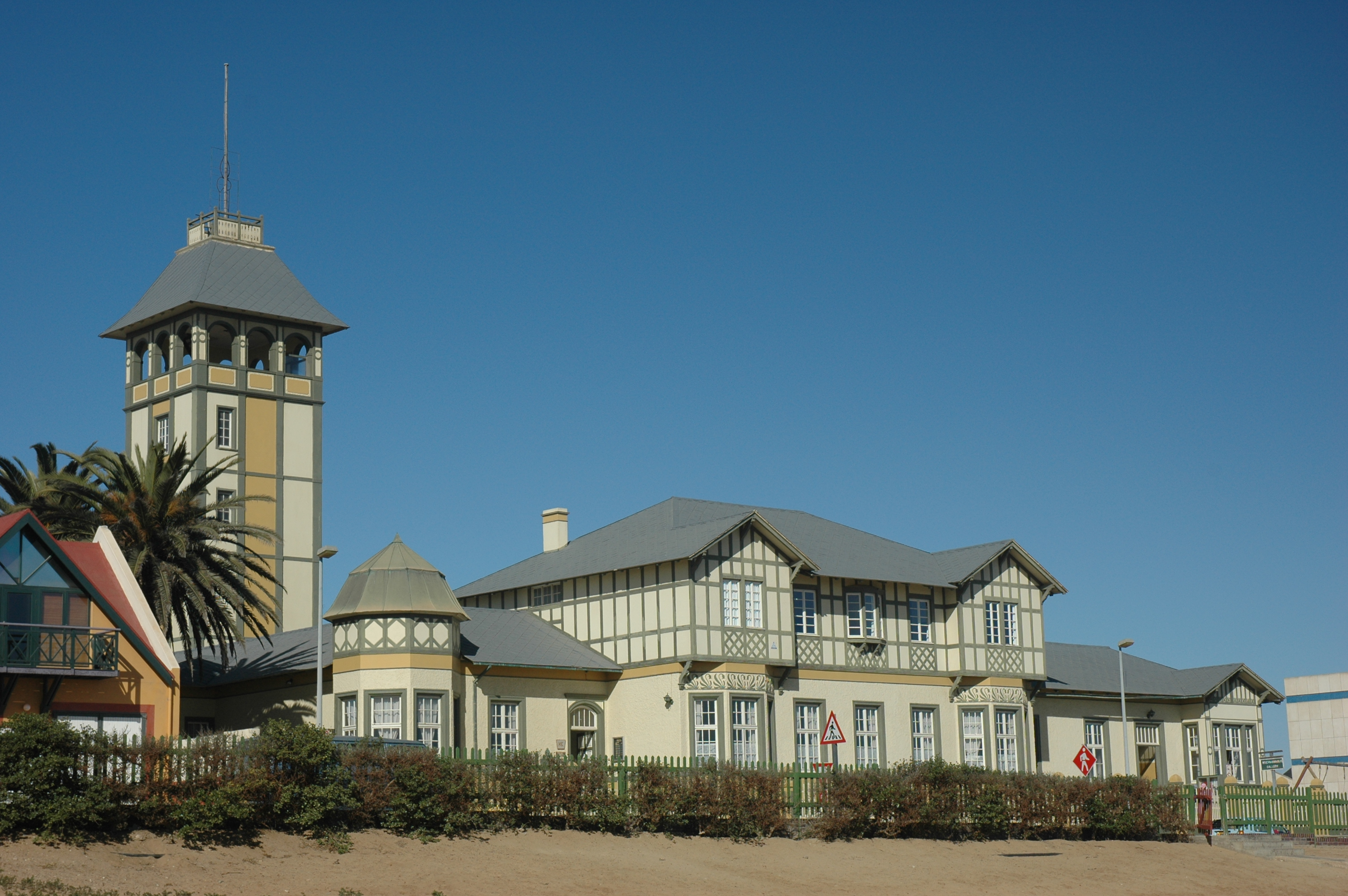
Woermann-Haus i Swakopmund

I dagens Namibia kan man hitta flera spår från den tyska tiden i landet. Bostadshus, kyrkor och offentliga byggnader från omkring sekelskiftet 1900 går i tysk stil såsom Haus Hohenzollern, Woermannhaus (Swakopmund) och Hansa Brewery. 
Många ortnamn är också på tyska, såsom Lüderitz, Mariental, Königstein och Swakopmund liksom gatunamn (Bismarck Street/Straat/Straße). Under senare år har man döpt om flera gator för att istället minnas betydelsefulla namibier. I Grootfontein har bland annat Kaiser Wilhelm St, Geothe St och Schiller St ersatts. 
Capriviremsan, en enklav nordost bär sitt namn efter Leo von Caprivi. I dagens Namibia finns den enda tyska språkön utanför Europa.

## Befolkning
Innan den tyska koloniseringen bodde 80 000 herero, 60 000 owambo, 35 000 damara och 20 000 nama i landet. Tyska Sydvästafrika var den enda av Tysklands kolonier där ett målinriktat tyskt bosättande i stor omfattning ägde rum. Det som lockade de tyska kolonisatörerna var förutom diamant- och kopparfyndigheter framförallt möjlighet till boskapsskötsel. År 1902 fanns omkring 200 000 invånare varav 2595 tyskar och fram till 1914 följde ytterligare 9000 tyskar.

## Näringsliv och infrastruktur
De tyska kolonisatörerna ägnade sig i början huvudsakligen med boskapsskötsel. När man hittade koppar i norr och senare diamanter i syd utvecklades en industri i landet. Infrastruktur skapades. 1902 öppnades en smalspårig järnväg mellan Swakopmund och Windhoek. Fram till 1915 byggdes järnvägen ut. Tyska Sydvästafrika hade det mest omfattande järnvägsnätet av Tysklands kolonier.